# Manuel Castells
Manuel Castells Oliván (ur. 9 lutego 1942 w Hellín) – hiszpański socjolog, pisarz i nauczyciel akademicki, od 2020 do 2021 minister szkolnictwa wyższego, laureat Nagrody Holberga (2012).

## Życiorys
Uczęszczał do szkoły średniej w Walencji i Barcelonie. Do 1962 studiował prawo i ekonomię na Uniwersytecie Barcelońskim. Związany z lewicowym środowiskiem przeciwników Francisca Franco, wyemigrował do Paryża. W 1964 ukończył prawo publiczne i ekonomię polityczną na Uniwersytecie Paryskim. Kształcił się następnie w zakresie socjologii, doktoryzując się na tej samej uczelni w 1967 (doktorat z socjologii uzyskał później również na Uniwersytecie Complutense w Madrycie). Kolejny stopień naukowy (doctorat d’État) otrzymał na Université Paris-Descartes.
Karierę uniwersytecką zaczął w drugiej połowie lat 60. w Paryżu. W latach 1969–1970 był nauczycielem akademickim na Uniwersytecie Montrealskim, następnie do 1979 wykładał w Paryżu w Escuela de Estudios Superiores en Ciencias Sociales. Od 1979 do 2003 zajmował stanowisko profesora na Uniwersytecie Kalifornijskim w Berkeley. W latach 1988–1993 był także profesorem i dyrektorem jednego z instytutów na Universidad Autónoma de Madrid. W 2001 został profesorem na Universitat Oberta de Catalunya w Barcelonie, gdzie pozostawał zatrudniony do 2012. W 2003 objął profesurę na Uniwersytecie Południowej Kalifornii, a w 2012 stanowisko dyrektora do spraw badań naukowych na wydziale socjologii University of Cambridge.
Wyróżniony m.in. Nagrodą Holberga (2012). Otrzymał kilkanaście tytułów doktora honoris causa.
W styczniu 2020 z rekomendacji wchodzącej w skład lewicowej koalicji Unidas Podemos organizacji Catalunya en Comú objął stanowisko ministra szkolnictwa wyższego w drugim rządzie Pedra Sáncheza. Urząd ten sprawował do grudnia 2021.

## Publikacje i koncepcje naukowe
Jest autorem około 20 książek i ponad 100 artykułów. Zaliczany do najczęściej cytowanych na świecie naukowców z zakresu nauk społecznych.
Jego pierwsza książką, La Question urbaine z 1972 (pol. Kwestia miejska), została przetłumaczona na około 10 języków i zyskała miano kluczowej pozycji naukowej w tej dziedzinie. pozycji klasycznej w całym świecie naukowym. Tej samej tematyce poświęcił takie publikacje jak The City and the Grassroots: A Cross-cultural Theory of Urban Social Movements (1983) oraz The Informational City: Information Technology, Economic Restructuring, and the Urban Regional Process (1989). Jest autorem pojęcia „fenomen miejski”, którego użył w La Question urbaine. Termin ten miał zastąpić pojęcie miasta jako bytu rzeczywistego. W jego ujęciu miasto jako rzeczywisty twór społeczny istniało we wcześniejszych epokach historycznych, było przeciwstawiane wsi i innym jednostkom osiedleńczym. Jednakże wraz z rozwojem industrializacji urbanizacja dotknęła także obszary wiejskie, które przez to zaczęły się upodabniać do miast. Proces umiastowienia wsi to według niego specyficzny fenomen przeciwstawny pojęciu miasta jako tworu opozycyjnego wobec innych jednostek osiedleńczych.
W pracy naukowej zajął się także badaniem człowieka i społeczeństwa w związku z procesem powstawania społeczeństwa sieciowego. Problematyce zmiany społecznej wprowadzonej przez rewolucję technologiczną poświęcił przetłumaczoną na kilkanaście języków trylogię The Information Age: Economy, Society and Culture, obejmującą tomy The Rise of the Network Society (1996), The Power of Identity (1997) i End of Millennium (1998). W 2001 napisał książkę popularyzującą idee zawarte w The Information Age, Galaktykę Internetu, której tytuł był nawiązaniem do dzieła Marshalla McLuhana Galaktyka Gutenberga. Pojawienie się nowych technologii poprowadziło Manuela Castellsa w kierunku stworzenia nowej wersji utopii. Uważał, że globalizacja ma dotyczyć kapitalizmu, zwiększając jednocześnie rolę przepływów. Rozwój technik komunikacji i informacji miałyby usuwać wszelkie relacje związane z hierarchią. Multimedialna kultura wzmacniałaby pragnienie funkcjonowania w sieci. Świat w tej wizji wolny jest od zmasowania i skupia się na jednostce. Socjolog zestawiał społeczeństwa i sieci, które uważał jedynie za formy organizacji społeczeństw. Spojrzenie niszczy wszelkie różnice i ma umożliwić przebicie się nowoczesnej ideologii łączącej marzenia o demokratycznej emancypacji oświecenia z zimnym racjonalizmem.

## Publikacje w języku polskim
- Kwestia miejska (La Question urbaine, 1972), przeł. Bohdan Jałowiecki, Jacek Piątkowski, PWN, Warszawa 1982, ISBN 83-01-02804-1.
- Społeczeństwo sieci (Rise of the network society, 1996), przeł. Kamila Pawluś, Mirosława Marody, Janusz Stawiński, Sebastian Szymański, Wydawnictwo Naukowe PWN, Warszawa 2007, ISBN 978-83-01-15148-5.
- Galaktyka Internetu: Refleksje nad Internetem, biznesem i społeczeństwem (The Internet Galaxy: Reflections on the Internet, Business, and Society, 2001), Dom Wydawniczy Rebis, Poznań 2003, ISBN 83-7301-233-8.
- Siła tożsamości (Power of identity, 1997), przeł. Sebastian Szymański, Wydawnictwo Naukowe PWN, Warszawa 2008, ISBN 978-83-01-15583-4
- Społeczeństwo informacyjne i państwo dobrobytu. Model fiński (The Information Society and the Welfare State: The Finnish Model, 2002), współaut. Pekka Himanen, przeł. Michał Sutowski, Michał Penkala, Wydawnictwo Krytyki Politycznej, Warszawa 2009, ISBN 978-83-61006-27-5.
- Sieci oburzenia i nadziei. Ruchy społeczne w erze internetu (Networks of Outrage and Hope. Social Movements in the Internet Age, 2012), przeł. Olga Siara, Wydawnictwo Naukowe PWN, Warszawa 2013, ISBN 978-83-01-17349-4.